# Jailbreak iOS

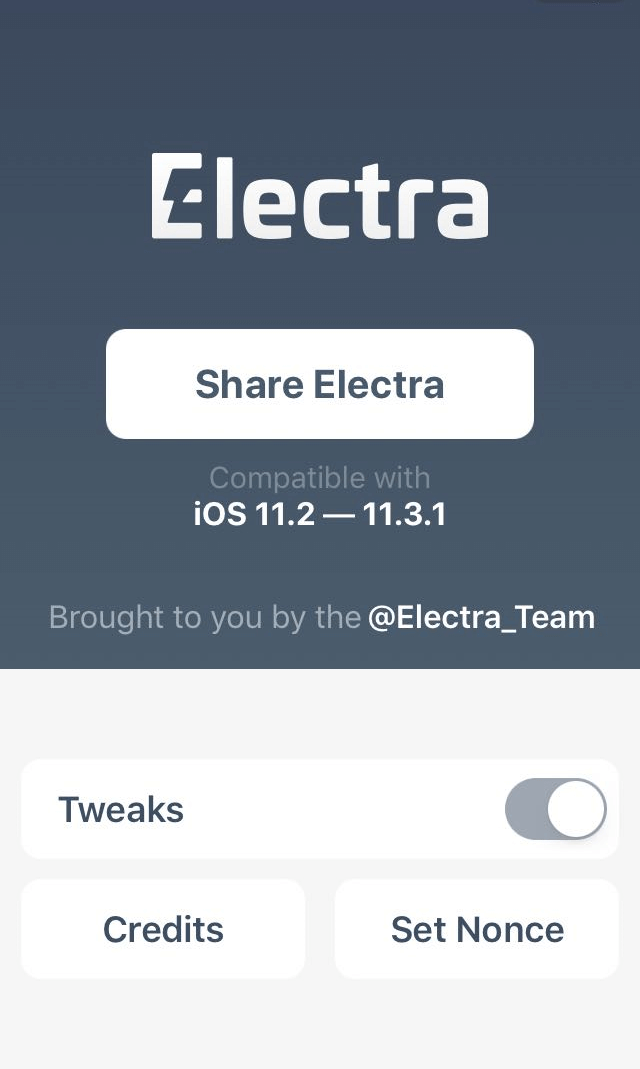
Jailbreak iPhone với Electra

Jailbreak iOS là quá trình loại bỏ các rào cản phần mềm được Apple áp đặt trên iOS, tvOS và iPadOS. Do hệ điều hành của Apple là mã nguồn đóng, với nhiều hạn chế về tùy biến giao diện theo sở thích riêng của người dùng cũng như cài đặt các ứng dụng đặc biệt không có trên App Store (khác với Android).
Jailbreak sử dụng một loạt các bản vá nhân hệ điều hành, cho phép truy cập root vào  hệ thống iOS, cho phép tải xuống và cài đặt các ứng dụng bổ sung, phần mở rộng và giao diện, bộ icon không có trên chợ ứng dụng Apple App Store chính thức.
Việc jailbreak iOS đã có từ thế hệ iPhone đầu tiên vào tháng 7 năm 2007 và vẫn tiếp tục cho đến ngày nay. Đương nhiên Apple không ủng hộ điều này và cảnh báo rằng jailbreak sẽ gây ra các lỗ hổng bảo mật trên thiết bị, dễ bị tin tặc tấn công và không được bảo hành. Apple liên tục tung ra các bản cập nhật mới cho iOS nhằm ngăn cản jailbreak. Tuy nhiên các cộng đồng jailbreak vẫn tìm ra được cách bẻ khóa và họ không bị đe dọa về mặt pháp lý ở hầu hết các quốc gia, nếu không vi phạm bản quyền. Trong năm 2010, 2012 và 2015, Cơ quan Bản quyền Hoa Kỳ đã chấp thuận việc miễn trừ trách nhiệm pháp lý, cho phép người dùng iPhone, iPad jailbreak các thiết bị của họ.

## Lịch sử các ứng dụng jailbreak

### Theo thiết bị và phiên bản iOS, 2007-nay
Thiết bị       iOS
|  | Thiết bị/hđh                | Ngày phát hành           | Ứng dụng           | Người phát triển                         | Ngày jailbreak            | Đã jailbreak sau (ngày) |  |
|  | --------------------------- | ------------------------ | ------------------ | ---------------------------------------- | ------------------------- | ----------------------- |  |
|  | iPhone / iPhone OS 1.0      | 29 tháng 6 năm 2007      | Không có tên       | iPhone Dev Team                          | 10 tháng 7 năm 2007       | 11                      |  |
|  | iPod touch                  | 5 tháng 9 năm 2007       | Không có tên       | niacin and dre                           | 10 tháng 10 năm 2007      | 35                      |  |
|  | iPhone 3G / iPhone OS 2.0   | 11 tháng 7 năm 2008      | PwnageTool         | iPhone Dev Team                          | 20 tháng 7 năm 2008       | 9                       |  |
|  | iPod touch (2nd generation) | 9 tháng 9 năm 2008       | redsn0w            | iPhone Dev Team and Chronic Dev Team     | 30 tháng 1 năm 2009       | 143                     |  |
|  | iPhone OS 3.0               | 17 tháng 6 năm 2009      | PwnageTool         | iPhone Dev Team                          | 19 tháng 6 năm 2009       | 2                       |  |
|  | iPhone 3GS                  | 19 tháng 6 năm 2009      | purplera1n         | George Hotz                              | 3 tháng 7 năm 2009        | 14                      |  |
|  | iPad                        | 30 tháng 4 năm 2010      | Spirit             | comex                                    | 3 tháng 5 năm 2010        | 3                       |  |
|  | iOS 4.0                     | 21 tháng 6 năm 2010      | PwnageTool         | iPhone Dev Team                          | 23 tháng 6 năm 2010       | 2                       |  |
|  | iPhone 4                    | 24 tháng 6 năm 2010      | JailbreakMe 2.0    | comex                                    | 1 tháng 8 năm 2010        | 38                      |  |
|  | Apple TV (2nd generation)   | 1 tháng 9 năm 2010       | PwnageTool         | iPhone Dev Team                          | 20 tháng 10 năm 2010      | 49                      |  |
|  | iPad 2                      | 11 tháng 3 năm 2011      | JailbreakMe 3.0    | comex                                    | 5 tháng 7 năm 2011        | 116                     |  |
|  | iOS 5.0                     | 12 tháng 10 năm 2011     | redsn0w            | iPhone Dev Team                          | 13 tháng 10 năm 2011      | 1                       |  |
|  | iPhone 4S                   | 14 tháng 10 năm 2011     | Absinthe           | pod2g, Chronic Dev Team, iPhone Dev Team | 20 tháng 1 năm 2012       | 98                      |  |
|  | iPad (3rd generation)       | 16 tháng 3 năm 2012      | Absinthe 2.0       | pod2g, Chronic Dev Team, iPhone Dev Team | 25 tháng 5 năm 2012       | 70                      |  |
|  | iOS 6.0                     | 19 tháng 9 năm 2012      | redsn0w            | iPhone Dev Team                          | 19 tháng 9 năm 2012       | 0                       |  |
|  | iPhone 5                    | 21 tháng 9 năm 2012      | evasi0n            | evad3rs                                  | 4 tháng 2 năm 2013        | 136                     |  |
|  | iPod touch (5th generation) | 23 tháng 10 năm 2012     | evasi0n            | evad3rs                                  | 4 tháng 2 năm 2013        | 104                     |  |
|  | iPad (4th generation)       | 2 tháng 11 năm 2012      | evasi0n            | evad3rs                                  | 4 tháng 2 năm 2013        | 94                      |  |
|  | iPad Mini                   | 2 tháng 11 năm 2012      | evasi0n            | evad3rs                                  | 4 tháng 2 năm 2013        | 94                      |  |
|  | iOS 7                       | 18 tháng 9 năm 2013      | evasi0n7           | evad3rs                                  | 22 tháng 12 năm 2013      | 95                      |  |
|  | iPhone 5C                   | 20 tháng 9 năm 2013      | evasi0n7           | evad3rs                                  | 22 tháng 12 năm 2013      | 93                      |  |
|  | iPhone 5S                   | 20 tháng 9 năm 2013      | evasi0n7           | evad3rs                                  | 22 tháng 12 năm 2013      | 93                      |  |
|  | iPad Air                    | 1 tháng 11 năm 2013      | evasi0n7           | evad3rs                                  | 22 tháng 12 năm 2013      | 51                      |  |
|  | iPad Mini 2                 | 12 tháng 11 năm 2013     | evasi0n7           | evad3rs                                  | 22 tháng 12 năm 2013      | 40                      |  |
|  | iOS 7.1－7.1.2              | 29 tháng 5 năm 2014      | Pangu              | Pangu Team                               | 23 tháng 6 năm 2014       | 25                      |  |
|  | iOS 8                       | 17 tháng 9 năm 2014      | Pangu8             | Pangu Team                               | 22 tháng 10 năm 2014      | 35                      |  |
|  | iPhone 6                    | 19 tháng 9 năm 2014      | Pangu8             | Pangu Team                               | 22 tháng 10 năm 2014      | 33                      |  |
|  | iPhone 6 Plus               | 19 tháng 9 năm 2014      | Pangu8             | Pangu Team                               | 22 tháng 10 năm 2014      | 33                      |  |
|  | iPad Air 2                  | 22 tháng 10 năm 2014     | Pangu8             | Pangu Team                               | 22 tháng 10 năm 2014      | 0                       |  |
|  | iPad Mini 3                 | 22 tháng 10 năm 2014     | Pangu8             | Pangu Team                               | 22 tháng 10 năm 2014      | 0                       |  |
|  | iOS 8.1.1－8.4              | 17 tháng 11 năm 2014     | TaiG, PP Jailbreak | TaiG, PP Jailbreak                       | 29 tháng 11 năm 2014      | 12                      |  |
|  | iPod touch (6th generation) | 15 tháng 7 năm 2015      | TaiG, PP Jailbreak | TaiG, PP Jailbreak                       | 16 tháng 7 năm 2015       | 1                       |  |
|  | iOS 9                       | 16 tháng 9 năm 2015      | Pangu9             | Pangu Team                               | 14 tháng 10 năm 2015      | 28                      |  |
|  | iPhone 6S                   | 25 tháng 9 năm 2015      | Pangu9             | Pangu Team                               | 14 tháng 10 năm 2015      | 19                      |  |
|  | iPhone 6S Plus              | 25 tháng 9 năm 2015      | Pangu9             | Pangu Team                               | 14 tháng 10 năm 2015      | 19                      |  |
|  | iPad Mini 4                 | 9 tháng 9 năm 2015       | Pangu9             | Pangu Team                               | 14 tháng 10 năm 2015      | 35                      |  |
|  | iPad Pro                    | 11 tháng 11 năm 2015     | Pangu9             | Pangu Team                               | 11 tháng 3 năm 2016       | -49190                  |  |
|  | iOS 9.1                     | 21 tháng 10 năm 2015     | Pangu9             | Pangu Team                               | 11 tháng 3 năm 2016       | -45902                  |  |
|  | Apple TV (4th generation)   | 9 tháng 9 năm 2015       | Pangu9             | Pangu Team                               | 23 tháng 3 năm 2016       | 196                     |  |
|  | iPhone SE                   | 31 tháng 3 năm 2016      | PPJailbreak        | PPJailbreak, Pangu Team                  | 24 tháng 7 năm 2016       | 115                     |  |
|  | iOS 10                      | ngày 13 tháng 9 năm 2016 | Yalu               | Luca Todesco                             | ngày 28 tháng 12 năm 2016 | 106                     |  |
|  | iOS 9.3.5                   | ngày 25 tháng 8 năm 2016 | Phoenix            | Siguza, tihmstar                         | ngày 6 tháng 8 năm 2017   | 346                     |  |
|  | iOS 8.4.1                   | ngày 13 tháng 8 năm 2015 | EtasonJB           | tihmstar                                 | ngày 19 tháng 9 năm 2017  | 768                     |  |
|  | iOS 11.0 - iOS 11.4.1       | ngày 19 tháng 9 năm 2017 | Electra            | coolstar                                 | ngày 13 tháng 1 năm 2018  | 115                     |  |
|  | iOS 12.0 - 12.2             | ngày 17 tháng 9 năm 2018 | Chimera            | coolstar                                 | ngày 7 tháng 3 năm 2019   |                         |  |
|  | iOS 12.3 -12.3.1            | ngày 13 tháng 5 năm 2019 | checkra1n          | checkra1n                                | ngày 10 tháng 11 năm 2019 |                         |  |
|  | iOS 12.4 - 12.4.1           | ngày 22 tháng 7 năm 2019 | unc0ver            | Unc0ver Team                             | ngày 18 tháng 8 năm 2019  |                         |  |
|  | iOS 12.4.2 -12.4.6          | ngày 26 tháng 9 năm 2019 | checkra1n          | checkra1n                                | ngày 10 tháng 11 năm 2019 |                         |  |
|  | iOS 13 - 13.2.2             | ngày 19 tháng 9 năm 2019 | checkra1n          | checkra1n                                | ngày 10 tháng 11 năm 2019 |                         |  |
|  | iOS 13.2.3                  | Ngày 7 tháng 11 năm 2019 | checkra1n          | checkra1n                                | 1 tháng 12 năm 2019       |                         |  |
|  | iOS 13.3                    | 10 tháng 12, 2019        | checkra1n          | checkra1n                                | 14 tháng 12, 2019         |                         |  |
|  | iOS 13.3.1                  | 28 tháng 1, 2020         | checkra1n          | checkra1n                                | 5 tháng 2, 2020           |                         |  |
|  | iOS 13.4 - 13.4.1           | 24 tháng 3, 2020         | checkra1n          | checkra1n                                | 9 tháng 4, 2020           |                         |  |
|  | iOS 14                      |                          | checkra1n          | checkra1n                                |                           |                         |  |
|  | iOS 15 - 16 - 17            | 24 tháng 3, 2023         | palera1n           | palera1n                                 | 9 tháng 4, 2023           |                         |  |

### Theo thời gian phát hành, từ 2011 đến nay
| Tên phần mềm          | Ngày ra mắt               | Tên thiết bị                                    | Tên thiết bị                   | Tên thiết bị            | Firmware                                                                                      | Không ràng buộc               | Các nhà phát triển                                                                                                |
| Tên phần mềm          | Ngày ra mắt               | iPad                                            | iPhone                         | iPod Touch              | Firmware                                                                                      | Không ràng buộc               | Các nhà phát triển                                                                                                |
| --------------------- | ------------------------- | ----------------------------------------------- | ------------------------------ | ----------------------- | --------------------------------------------------------------------------------------------- | ----------------------------- | --- |
| JailbreakMe 3.0       | 5 tháng 7 năm 2011        | 1 2 [ 22 ]                                      | 3GS 4 [ 22 ]                   | 1                       | 4.2.6 – 4.2.8 4.3 – 4.3.3                                                                     | Có                            | comex |
| Seas0npass            | 18 tháng 10 năm 2011      | 2nd generation Apple TV                         | 2nd generation Apple TV        | 2nd generation Apple TV | 4.3 – 5.3 6.1.2 (tethered)                                                                    | 4.3 – 5.3                     | |
| redsn0w 0.9.15 beta 3 | 1 tháng 11 năm 2012       | 1                                               | 3GS 4 [ 24 ] [ 26 ] [ 27 ]     | 1                       | 4.1 – 6.1.6                                                                                   | Depends Untethered: Tethered: | iPhone Dev Team                                                                                                   |
| Absinthe 2.0.4        | 30 tháng 5 năm 2012       | 1 2 3 [ 31 ]                                    | 3GS 4 4S [ 31 ]                | 1                       | 5.1.1                                                                                         | Có                            | pod2g, Chronic Dev Team, iPhone Dev Team                                                                          |
| evasi0n               | 4 tháng 2 năm 2013        | 2 3 4 Mini 1                                    | 3GS 4 4S 5                     | 4 5                     | 6.0 – 6.1.2                                                                                   | Có                            | pod2g, MuscleNerd, pimskeks, and planetbeing (evad3rs)                                                            |
| evasi0n7              | 22 tháng 12 năm 2013      | 2 3 4 Air Mini 1 Mini 2                         | 4 4S 5 5S 5C                   | 5                       | 7.0 – 7.0.6                                                                                   | Có                            | pod2g, MuscleNerd, pimskeks, and planetbeing (evad3rs)                                                            |
| p0sixspwn             | 30 tháng 12 năm 2013      | 2 3 4 Mini 1                                    | 3GS 4 4S 5                     | 4 5                     | 6.1.3 – 6.1.6                                                                                 | Có                            | winocm, iH8sn0w, and SquiffyPwn                                                                                   |
| Pangu                 | 23 tháng 6 năm 2014       | 2 3 4 Air Mini 1 Mini 2 [ 33 ]                  | 4 4S 5 5C 5S [ 33 ]            | 5                       | 7.1 – 7.1.2                                                                                   | Có                            | dm557, windknown, ogc557, and Daniel_K4 (@PanguTeam)                                                              |
| Pangu8                | 22 tháng 10 năm 2014      | 2 3 4 Air Air 2 Mini 1 Mini 2 Mini 3            | 4S 5 5C 5S 6 6 Plus            | 5                       | 8.0 – 8.1                                                                                     | Có                            | windknown, ogc557, Daniel_K4, zengbanxian, INT80 (@PanguTeam)                                                     |
| TaiG                  | 29 tháng 11 năm 2014      | 2 3 4 Air Air 2 Mini 1 Mini 2 Mini 3            | 4S 5 5C 5S 6 6 Plus            | 5 6                     | 8.0 – 8.4                                                                                     | Có                            | TaiG |
| PPJailbreak           | 18 tháng 1 năm 2015       | 2 3 4 Air Air 2 Mini 1 Mini 2 Mini 3            | 4S 5 5C 5S 6 6 Plus            | 5 6                     | 8.0 – 8.4                                                                                     | Có                            | PanguTeam and PPJailbreak                                                                                         |
| Pangu9                | 14 tháng 10 năm 2015      | 2 3 4 Air Air 2 Mini 1 Mini 2 Mini 3 Mini 4 Pro | 4S 5 5C 5S 6 6 Plus 6S 6S Plus | 5 6                     | 9.0 – 9.1                                                                                     | Có                            | PanguTeam |
| Pangu9                | 23 tháng 3 năm 2016       | 4th generation Apple TV                         | 4th generation Apple TV        | 4th generation Apple TV | 9.0 – 9.0.1                                                                                   | Có                            | PanguTeam |
| LiberTV               | 3 tháng 3 năm 2017        | 4th generation Apple TV                         | 4th generation Apple TV        | 4th generation Apple TV | 9.1 – 10.1                                                                                    | Semi-Untethered               | Marco Grassi, Luca Todesco, Jonathan Levin                                                                        |
| PPJailbreak           | 24 tháng 7 năm 2016       | Air Air 2 Mini 2 Mini 3 Mini 4 Pro              | 5S 6 6 Plus 6S 6S Plus SE      | 6                       | 9.2 – 9.3.3                                                                                   | Semi-Untethered               | PanguTeam and PPJailbreak                                                                                         |
| mach_portal + Yalu    | ngày 22 tháng 12 năm 2016 | Pro                                             | 6S 6S Plus 7 7 Plus            |                         | 10.0.1-10.1.1 (depends on device)                                                             | Semi-Untethered               | Luca Todesco |
| yalu102               | ngày 26 tháng 1 năm 2017  | Air 2 Mini 2 Mini 3 Pro                         | 5S 6 6 Plus 6S 6S Plus SE      | 6                       | 10.0.1 - 10.2                                                                                 | Semi-Untethered               | Luca Todesco and Marco Grassi                                                                                     |
| Phoenix               | ngày 6 tháng 8 năm 2017   | 2 3 4 Mini                                      | 4S 5 5C                        | 5                       | 9.3.5 - 9.3.6                                                                                 | Semi-Untethered               | Siguza tihmstar jk9357 Max Bazaliy Luca Todesco                                                                   |
| EtasonJB              | ngày 19 tháng 9 năm 2017  | 2 3 4 Mini                                      | 4S 5 5C                        | 5                       | 8.4.1                                                                                         | Có                            | tihmstar |
| Saigon                | ngày 15 tháng 10 năm 2017 | IPad Air 2 Mini 4                               | SE 6S Plus 6 Plus 6S           | 6                       | 10.2.1                                                                                        | Semi-Untethered               | Abraham Masri |
| H3lix                 | ngày 24 tháng 12 năm 2017 | 4                                               | 5 5C                           | None                    | 10.0 - 10.3.4                                                                                 | Semi-Untethered               | Siguza and tihmstar                                                                                               |
| Electra               | ngày 13 tháng 1 năm 2018  |                                                 |                                |                         | 11 - 11.4.1                                                                                   | Semi-Untethered               | CoolStar |
| Chimera               | ngày 7 tháng 3 năm 2019   |                                                 |                                |                         | 12 -12.2 và 12.4                                                                              | Semi-Untethered               | Electra Team CoolStar                                                                                             |
| Unc0ver               | ngày 18 tháng 8 năm 2019  | Tất cả các thiết bị                             | Tất cả các thiết bị            | Tất cả các thiết bị     | 11 -14.8 và 14.8.1 (Jailbreak ios 14.3 to 14.8 is only available with a12 and a13 processors) | Semi-Untethered               | pwn20wnd sbingner                                                                                                 |
| Odyssey               | ngày 16 tháng 7 năm 2019  | Tất cả các thiết bị                             | Tất cả các thiết bị            | Tất cả các thiết bị     | 13 - 13.7                                                                                     | Semi-Untethered               | TheOdysseyJB CoolStar                                                                                             |
| Checkra1n             | ngày 10 tháng 11 năm 2019 | Tất cả các thiết bị                             | Tất cả các thiết bị            | Tất cả các thiết bị     | 12.3 - 14.8                                                                                   | Semi-tethered                 | qwertyoruiop, argp, axi0mX, danyl931, jaywalker, kirb, littlelailo, nitoTV, nullpixel, pimskeks, sbingner, Siguza |
| Palera1n              | ngày 26 tháng 9 năm 2022  | Tất cả các thiết bị                             | Tất cả các thiết bị            | Tất cả các thiết bị     | 15+ (15 - 16 - 17)                                                                            | Semi-tethered                 | Nebula, Mineek, Nathan, llsc12, asdfugil, kok3shidoll (dora2ios), Ploosh, Mineek, staturnz, Samara                |